# Свєтлогорський район (Росія)
Свєтлогорський муніципальний район - муніципальне утворення в Калінінградській області Росії.
Адміністративний центр - місто Свєтлогорськ.

## Географія
Свєтлогорський район знаходиться на північній частині Калінінградського півострова - Земланд за 38 км від Калінінграду. Район простягнувся вздовж берега Балтійського моря на відстань 16 кілометрів. Площа району - 32,5 км².
| Росія | Це незавершена стаття з географії Росії. Ви можете допомогти проєкту, виправивши або дописавши її. |